# Lluer encaputxat

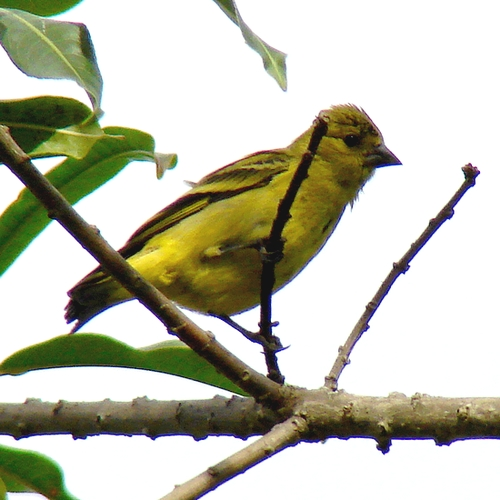
Femella

El lluer encaputxat (Spinus magellanicus) és una espècie d'ocell de la família dels fringíl·lids (Fringillidae).

## Descripció
- Fa uns 14 cm de llarg.
- Mascle amb color general groc o groc verdós. Cap negre. Ales negres amb una banda groga. Cua negra amb groc a la base.
- Femella amb cap groc i menys notable el groc de la base de la cua i les bandes alars.

## Hàbitat i distribució
Habita sabanes, matolls de muntanya, ciutats i conreus del sud-est de Veneçuela, Guyana i adjacent nord del Brasil, Andes des del sud-oest i est de Colòmbia, cap al sud, a través de l'Equador i el Perú, fins al nord de Xile i terrenys menys alts de Bolívia, centre i est de Brasil, el Paraguai, Uruguai i nord i centre de l'Argentina.

## Subespècies
- S. m. alleni (Ridgway, 1899). Sud-est de Bolívia, oest de Paraguai i nord-est de l'Argentina.
- S. m. boliviana (Sharpe, 1888). Sud de Bolívia.
- S. m. capitalis (Cabanis, 1866). Des del centre de Colòmbia cap al sud, a través de l'Equador fins al nord-oest de Perú.
- S. m. hoyi (König C, 1981). Andes centrals del nord-oest de l'Argentina.
- S. m. icterica (Lichtenstein 1823). Est i sud de Paraguai i sud-est de Brasil.
- S. m. longirostris (Sharpe, 1888). Sud de Veneçuela, oest de Guyana i nord de Brasil.
- S. m. magellanica (Vieillot, 1805). Uruguai i est de l'Argentina.
- S. m. paula (Todd, 1926). Des del sud de l'Equador fins al sud-oest de Perú.
- S. m. peruana (Berlepsch et Stolzmann, 1896). Perú central.
- S. m. santaecrucis (Todd, 1926). Bolívia central.
- S. m. tucumana (Todd, 1926). Andes occidentals del nord-oest de l'Argentina.
- S. m. urubambensis (Todd, 1926). Sud de Perú i nord de Xile.